# Pyracmon carbonellum
Pyracmon carbonellum är en stekelart som först beskrevs av Thomson 1887.  Pyracmon carbonellum ingår i släktet Pyracmon, och familjen brokparasitsteklar. Arten är reproducerande i Sverige.